# エリザベス・キャヴェンディッシュ (デヴォンシャー公爵夫人)
デヴォンシャー公爵夫人エリザベス・クリスティアナ・キャヴェンディッシュ（Elizabeth Christiana Cavendish, Duchess of Devonshire, 1758年5月13日 – 1824年3月30日）は、イングランド の小説家、公爵夫人。デヴォンシャー公爵夫人ジョージアナ・キャヴェンディッシュの親友エリザベス・フォスターとしてよく知られている。エリザベスは公爵夫人に取って代わり、第5代デヴォンシャー公ウィリアム・キャヴェンディッシュの寵愛を得て、ジョージアナの死後、公爵と正式に結婚した。

## 生涯

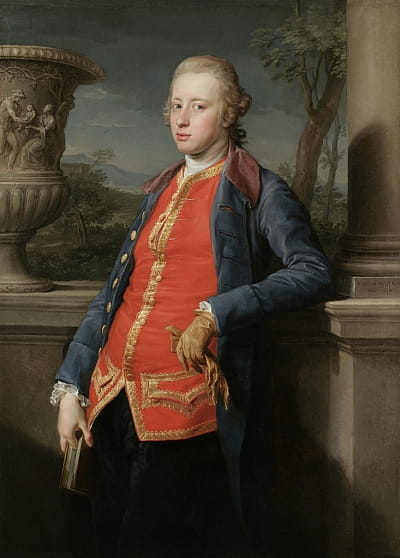
エリザベス・フォスターの2番目の夫・第5代デヴォンシャー公ウィリアム・キャヴェンディッシュ
1782年から同居した

ベスとして知られるエリザベス・クリスティアナ・ハーヴェイは、サフォーク、セント・エドマンズベリーのホーリンガーにある小さな家で生まれた。彼女の父フレデリック・ハーヴェイは、後に第4代ブリストル伯爵となる。
1776年、エリザベスはアイルランド人のジョン・トマス・フォスター（1747年 - 1796年）と結婚した。彼はアイルランド議会下院（Irish House of Commons）の最後の議長だったジョン・フォスターとウィリアム・フォスター司教兄弟の従兄弟だった。フォスター夫妻にはフレデリック（1777年10月3月 – 1853年）とオーガスタス・ジョン・フォスター（1780年 – 1848年）の2人の息子がいた。自らと同じくエリザベスと名付けた一人娘は1778年11月17日に生まれ、わずか8日で亡くなった。
1779年にベスの父が伯爵位を継承して、彼女はレディ・エリザベス・フォスターとなった。1779年以降、夫妻は彼女の両親とともにサフォークのイックワース・ハウス（Ickworth House）に住んだ。この結婚はうまくいかず、おそらくフォスターが使用人と関係を持った後、結婚から5年以内に夫妻は離婚した。フォスターが息子たちの親権を持ち、14年間ベスと会うことを許さなかった。

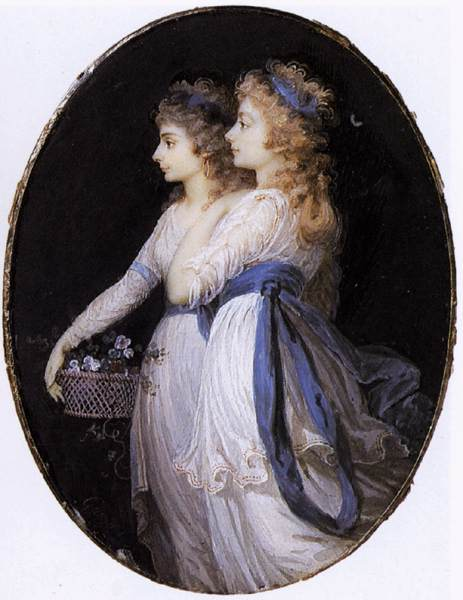
エリザベスとデヴォンシャー公爵夫人ジョージアナ、ゲラン画、1791年頃

1782年5月、ベスはバースでデヴォンシャー公爵夫妻と出会い、すぐに公爵夫人ジョージアナの親密な友人となった。 この時から約25年間、彼女はジョージアナとその夫・第5代デヴォンシャー公ウィリアムと3人で暮らした。 彼女は公爵との間に娘のキャロライン・セント・ジュールズと息子のオーガスタス（後の初代準男爵オーガスタス・クリフォード）の二人の私生児を産み、公爵とジョージアナとの間の嫡出子とともにデヴォンシャー・ハウスで育てられた。ジョージアナは病気になり1806年に亡くなった。その3年後、ベスは公爵と結婚し、デヴォンシャー公爵夫人となった。 公爵は2年後に没した。
ベスはまた複数の男性たちと関係を持っていたと言われている。その中にはエルコール・コンサルヴィ枢機卿、第3代ドーセット公ジョン・サックヴィル、ハンス・アクセル・フォン・フェルセン伯爵、第3代リッチモンド公チャールズ・レノックス、 初代ダンレイヴン伯爵バレンタイン・クインがいた。彼女にはクインという父親不明の私生児の息子がいたという証拠がいくつかある。彼は有名な医師フレデリック・ハーヴェイ・フォスター・クインとなった。1820年12月、クインは公爵夫人の旅行医師としてローマへ同行した。その後、1824年3月に彼女の致命的な病気で亡くなるまでの間、そこで彼女を看護した。
エリザベスはフランスの作家スタール夫人と友人になり、1804年頃から文通していた。

## 子女
ジョン・トマス・フォスターとの間に3子をもうけた。
- フレデリック（1777年10月3日 – 1853年）
- エリザベス（1778年11月17日 – 1778年11月25日）
- サー・オーガスタス・フォスター準男爵（英語版）（1780年12月 – 1848年）

第5代デヴォンシャー公ウィリアム・キャヴェンディッシュとの間に、正式な結婚以前に2子をもうけた。
- キャロライン・ロザリー・アデレード（1785年 - 1830年） - 後のキャロライン・セント・ジュールズ。ジョージ・ラム（英語版）と結婚。
- サー・オーガスタス・クリフォード準男爵（英語版）（1788年5月26日 – 1877年2月8日)

## 称号
- 1759年5月13日 – 1776年：Miss Elizabeth Hervey
- 1776年 – 1779年12月23日：Mrs John Foster
- 1779年12月23日 – 1809年：The Lady Elizabeth Foster
- 1809年 – 1811年7月29日：Her Grace The Duchess of Devonshire
- 1811年7月29日 – 1824年3月30日：Her Grace The Dowager Duchess of Devonshire

## 映画
- ある公爵夫人の生涯 - ソウル・ディブ監督の映画（2008年公開）。ヘイリー・アトウェルがエリザベスを演じた[3]。